# NGC 93
NGC 93 (również PGC 1412 lub UGC 209) – galaktyka spiralna (Sb), znajdująca się w gwiazdozbiorze Andromedy. Odkrył ją R.J. Mitchell – asystent Williama Parsonsa 26 października 1854 roku. Wraz z sąsiednią NGC 90 tworzy parę galaktyk skatalogowaną w Atlasie Osobliwych Galaktyk pod nazwą Arp 65.

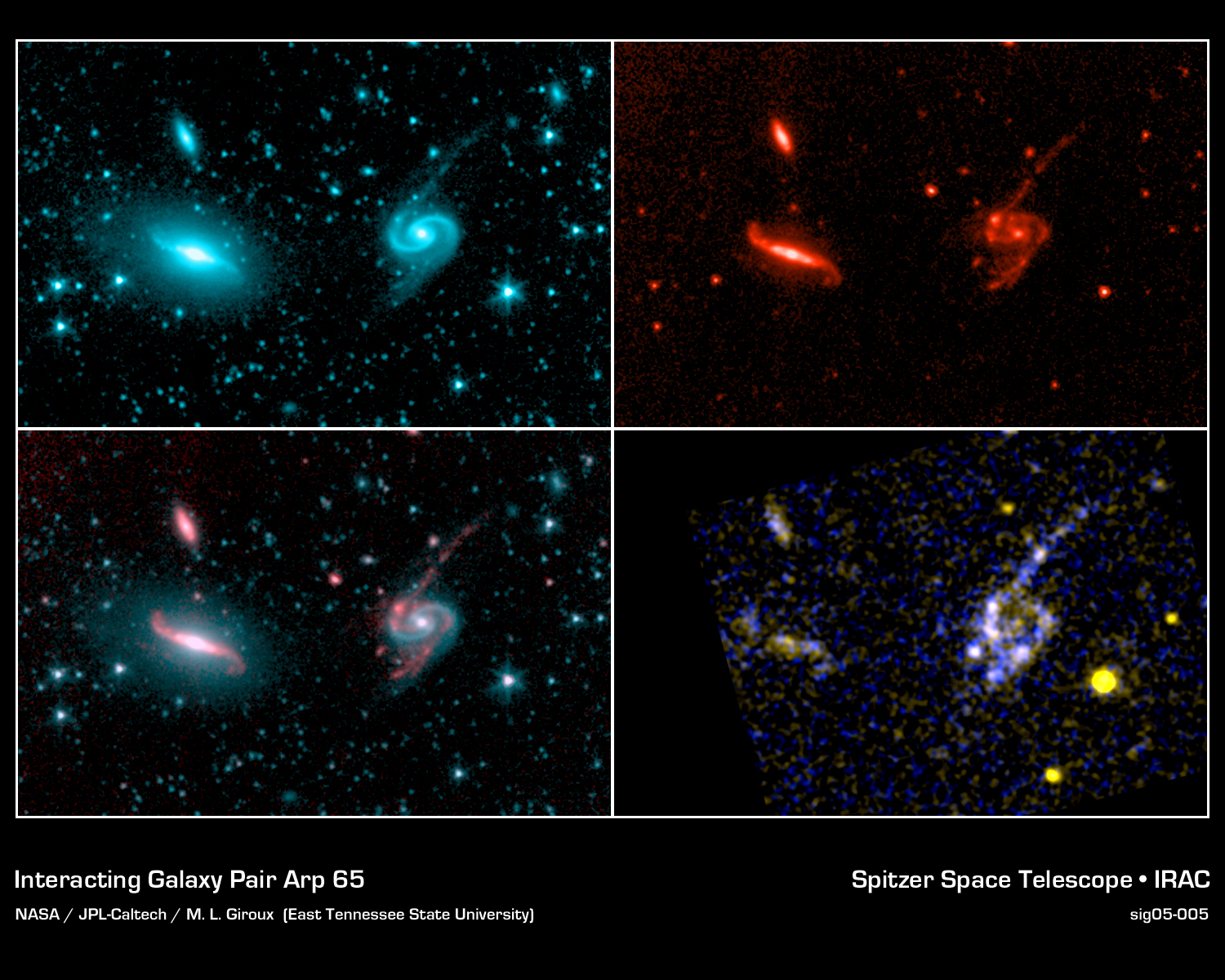
Para galaktyk Arp 65:
NGC 93 (po lewej) oraz NGC 90 (po prawej)